# Hipertensió epididimaria
La hipertensió epididimaria, coneguda col·loquialment com «mal d'ous», és la condició en què els testicles presenten una vasocongestió, és a dir la retenció de líquid (particularment limfàtic o sang, en aquests òrgans). Sovint ve acompanyada de dolor agut a causa de l'excitació sexual prolongada i inconclusa.
Es creu que el terme fou originat per primera vegada als Estats Units d'Amèrica el 1916, però en tractar-se d'una afecció comuna, ja existia molt abans. Weinzimer i Thornton van suggerir anomenar-ho «hipertensió del epididim», si bé no és exactament el mateix.
La causa exacta d'aquesta sensació no està completament resolta, però es creu que està relacionada amb l'alliberament d'hormones com la dopamina i l'oxitocina durant l'excitació sexual de l'home, que poden augmentar el flux sanguini als testicles.

## Causes
Aquesta patologia és causada per la sobre estimulació sexual dels genitals —intencional o no—, per exemple durant els preliminars sexuals o la tumescencia peneal nocturna, que no acaba en l'orgasme i l'ejaculació. La simptomatologia és producte de la distensió i congestió dels conductes deferents, vesícules seminals i conductes prostàtics produïda per la retenció del limfa, sang i semen.
Durant l'excitació sexual, el sistema nerviós parasimpàtic augmenta els seus impulsos nerviosos als teixits genitals, donant lloc a un augment del flux sanguini als testicles i les àrees de la pròstata en el cas dels homes; i un augment del flux sanguini en el clítoris, les parets vaginals, l'úter i els llavis en el cas de les dones. El terme blue balls en anglès ve pel fet que a vegades els testicles obtenen un color lleument blavós a causa de l'acumulació de sang encara que "blue" també significa "tristesa".
És més comú en adolescents que mantenen una erecció o excitació intensa durant un període prolongat, especialment si en la situació en la qual es troben no resulta apropiat ejacular.

## Altres efectes secundaris
Poden aparèixer altres efectes secundaris, que poden variar des d'un petit mal de cap, que generalment desapareix al cap de pocs minuts, dolors musculars o mal humor causat probablement per la falta d'orgasme, en lloc d'un efecte físic. En altres casos més greus, s'ha sabut d'homes que sofreixen mals de panxa, malestar estomacal intens i dolor agut en orinar. Existeixen comptats casos en què alguns homes que pateixen de congestió testicular van presentar certs indicis de càncer testicular; especialistes especulen que encara que es desconeixen les causes pot tractar-se de la prolongada congestió de fluids en la pròstata i testicles.

## Tractament
El tractament més comú és arribar a l'ejaculació, sigui a través del coit o per mitjà de la masturbació. L'ejaculació provoca l'activitat normal del sistema nerviós simpàtic i la fi a la congestió per un renovament del flux de fluids genitals de nou al cos. En alguns casos, la congestió i el dolor que acompanyen desapareixen després de poc temps, però en altres casos, l'alleujament podria arribar després d'un temps més llarg de deu a dotze hores. El "mal d'ous" rares vegades s'esmenta en la literatura mèdica.
Si les circumstàncies socials no permeten arribar a l'ejaculació, també es pot alleujar aplicant fred en la zona, amb la deambulació, amb alguna activitat que requereixi molta concentració o una altra activitat que apagui l'excitació sexual.
Fins i tot sense tractament, els "mals d'ous" no suposen un risc per la fertilitat.
En cas que no s'apaivagui el dolor es pot anar a consulta mèdica, sobretot si és incapacitant i ve acompanyat de lesions cutànies, símptomes en orinar (cremor en orinar, urgència per orinar, sensació de tenir urgència per orinar sense que s'aconsegueixi fer-ho,...), es produeixi impotència o se sospiti alguna una patologia greu.

## Síndrome d'excitació genital no resolta
Algunes dones han manifestat experimentar una sensació similar als homes en la seva zona genital després d'una excitació sexual prolongada sense aconseguir l'orgasme, que va rebre el nom col·loquial de blue vulva o blue clit (traduït al català com a: vulva blava o clítoris blau), encara que es proposa el nom de "síndrome d'excitació genital no resolta".